# Ochthebius pudilaceris
Ochthebius pudilaceris är en skalbaggsart som beskrevs av Ferro 1982. Ochthebius pudilaceris ingår i släktet Ochthebius och familjen vattenbrynsbaggar. Inga underarter finns listade i Catalogue of Life.